# جاك أوستن
العنوان (بالإنجليزية: Jake T. Austin)‏ مواليد (3 ديسمبر 1994 في نيويورك). هو ممثل أمريكي بدأ مسيرته الفنية وهو بعُمر 7 سنوات. تم ترشيحه لجائزة الفنان الصغير خمس مرات. اشتُهر بدور ماكس روسو في مسلسل ويزردز أوف ويفرلي بليس على قناة ديزني. وصوت ديغو في مسلسل الرسوم المتحركة جو ديجو جو على قناة نكلوديون. وحالياً يُمثل في مسلسل ذا فوسترز.

## حياته
ولد جاك أوستن زيمانسكي في مدينة نيويورك في 3 ديسمبر 1994، ابن جينى رودريغز تورانزو، وجو زيمانسكي. أمه من أصول بورتوريكية وأرجنتينية وإسبانية. ووالِده من أصول بولندية وإيرلندية، وإنجليزي النسب. لديه أخت صُغرى تُدعى آفا.

## أعماله
- 2009: فندق للكلاب (الدور: بروس)
- 2009: ريو 2 (الدور: Max Russo)
- 2007: ليلة رأس السنة (الدور: Chris)
- 2006: ريو (الدور: Yankee Irving (voice))
- 2006: الولد المشاكس (الدور: Nicky (voice))

## وصلات خارجية
- جاك أوستن على موقع IMDb (الإنجليزية)
- جاك أوستن على موقع روتن توميتوز (الإنجليزية)
- جاك أوستن على موقع ألو سيني (الفرنسية)
- جاك أوستن على موقع أول موفي (الإنجليزية)
- جاك أوستن على موقع قاعدة بيانات الأفلام السويدية (السويدية)
- جاك أوستن على موقع إن إن دي بي (الإنجليزية)
- جاك أوستن على موقع قاعدة بيانات الفيلم (الإنجليزية)
- جاك أوستن على موقع كينوبويسك (الروسية)
- الموقع الإلكتروني